# Woods Island
Woods Island är en ö i Kanada.   Den ligger i provinsen Newfoundland och Labrador, i den östra delen av landet, 1 400 km öster om huvudstaden Ottawa. Arean är 7,7 kvadratkilometer.
Terrängen på Woods Island är platt. Öns högsta punkt är 58 meter över havet. Den sträcker sig 3,6 kilometer i nord-sydlig riktning, och 4,3 kilometer i öst-västlig riktning.